# Vigilancia espacial
La vigilancia espacial es el estudio y monitorización de los satélites artificiales que orbitan la Tierra. Incluye la detección, seguimiento, catalogado e identificación de objetos artificiales en el espacio, de todo tipo y tamaño, tales como satélites (activos e inactivos), etapas de cohete usadas y trozos de basura espacial.

## Objetivos
Los objetivos de la vigilancia espacial son los siguientes:
- Predecir cuando y donde un determinado objeto espacial reentrará en la atmósfera de la Tierra.
- Impedir que la reentrada de un objeto espacial (lo cual, visto por un radar, puede parecer un misil) provoque una falsa alarma en los sensores de detección de ataques con misiles.[1]
- Cartografiar la posición actual de los objetos espaciales y anticipar sus trayectorias orbitales.
- Detectar nuevos objetos espaciales artificiales.
- Producir un catálogo actualizado de objetos espaciales artificiales.
- Determinar qué país posee un cierto objeto espacial que reentra.[1]
- Informar a los países sobre si los objetos pueden o no interferir con las órbitas de sus satélites y de la Estación Espacial Internacional.
- Proporcionar datos para sistemas de armas antisatélite.

## Sistemas

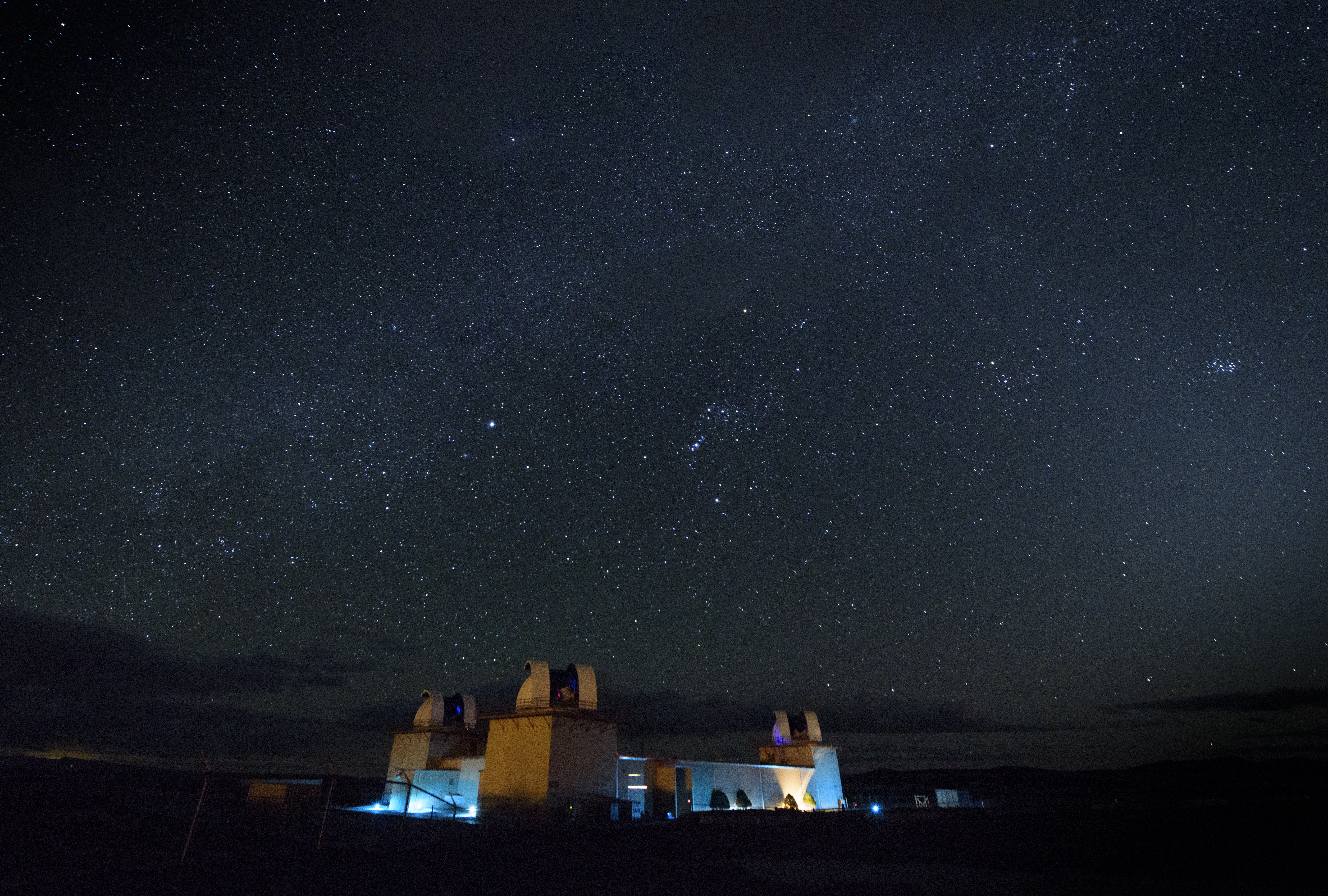
Telescopios electro-ópticos terrestres para la vigilancia del espacio profundo, en el Campo de Misiles de Arenas Blancas, Estados Unidos.

Algunos sistemas de vigilancia espacial incluyen:
- La Red de Vigilancia Espacial de los Estados Unidos (SSN) tiene detectores tales como la Cerca Espacial (reemplazo del antiguo Sistema de vigilancia espacial de la Fuerza Aérea) y el Telescopio de Vigilancia Espacial (SST).[1]
- El Centro de Control Principal del Espacio Exterior (GTsRKO) de Rusia, con instalaciones tales como Okno y Krona.
- El sistema de vigilancia espacial mediante radar bi-estático GRAVES (Grand Réseau Adapté à la Veille Spatiale), del Ejército del Aire y del Espacio francés.
- El Programa de Conciencia Situacional Espacial (SSA) europeo, con múltiples elementos en su Segmento de Vigilancia Espacial y Seguimiento.
- El Centro Español de Operaciones de Seguimiento y Vigilancia del Espacio (S3TOC) y el Centro de Operaciones de Vigilancia Espacial (COVE). Ambos ubicados en la base aérea de Torrejón de Ardoz (Madrid), siendo el primero de carácter civil y el segundo de carácter militar, dependiendo este último de la Jefatura del Sistema de Vigilancia y Control Aeroespacial (JSVICA).[2]